# Benson Bubbler

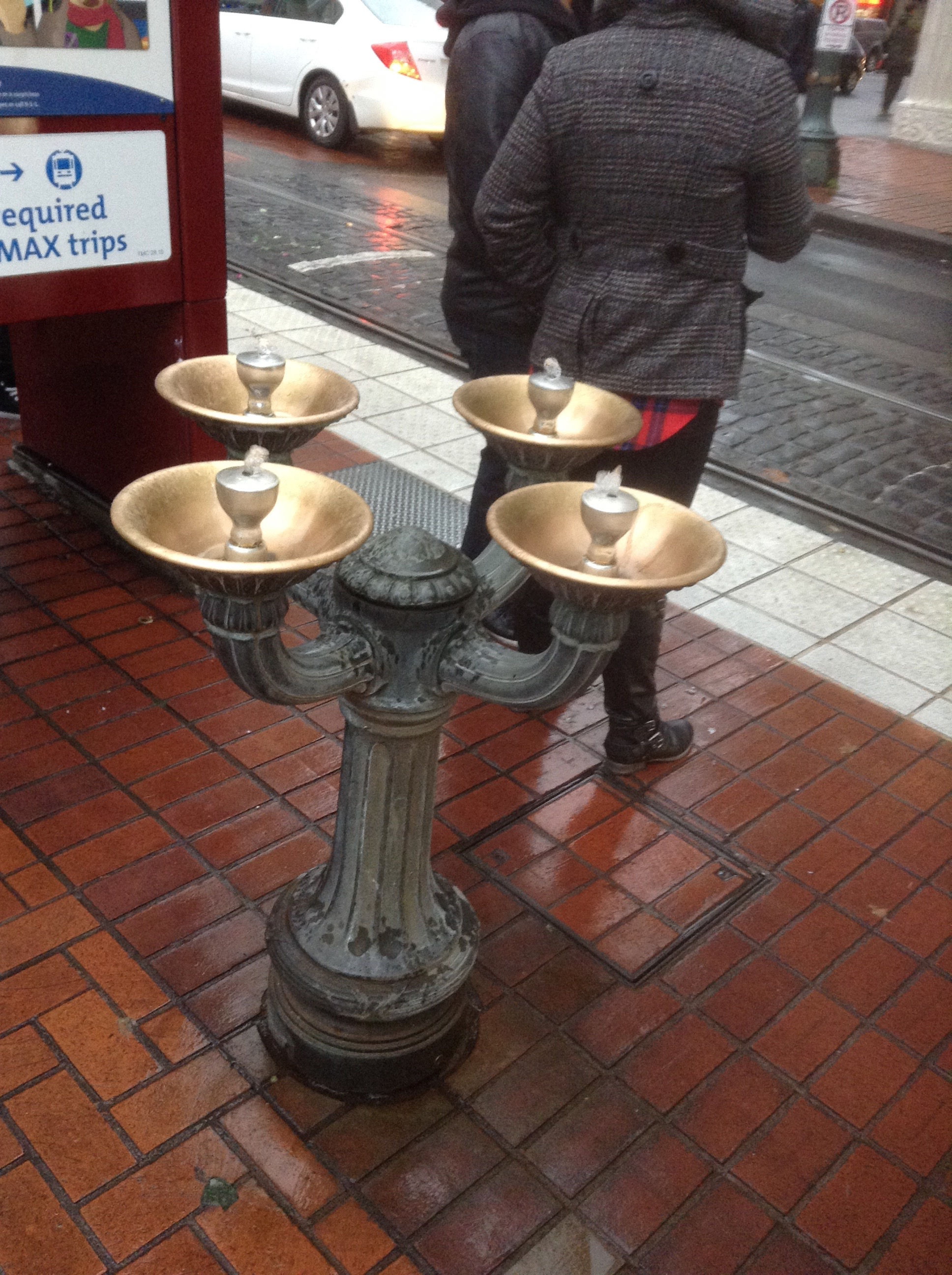

Benson Bubbler – charakterystyczne fontanny/poidełka dostarczające wodę pitną dla przechodniów, zainstalowane w centrum miasta Portland.
W 1912 roku przemysłowiec i filantrop Simon Benson przekazał miastu 10 000 dolarów na budowę i umieszczenie 20 poideł na ulicach. Brązowe fontanny z czterema wylotami zaprojektował architekt Albert Ernest Doyle. Pierwszą z nich umieszczono na rogu ulic SW 5th i Washington, drugą przed domem Bensona. Do 1917 roku rozmieszczono wszystkie 20 fontann. W późniejszych latach zwiększano ich liczbę, lecz w latach 70. XX wieku rodzina Bensona zwróciła się z wnioskiem o nierozprzestrzenianie tego wzoru poideł poza centrum Portland, co ma zachować ich unikatowość. Wniosek ten został zaakceptowany przez władze miejskie i w 2017 w Portland znajdowała się 52 poidełka o 4 miseczkach, zgodne z pierwotnym projektem, oraz 74 podobne fontanny, utrzymane w pierwotnym stylu lecz mające tylko jedną miseczkę.
Dwie fontanny zostały podarowane miastom partnerskim Portland: w 1965 jedną otrzymało Sapporo, zaś w 2016 Suzhou. Na prośbę Sama Hilla, jednego z przyjaciół Bensona, jedno z poidełek zostało zainstalowane w Maryhill Museum of Art w Maryhill. W 2012 jedno poidełko zostało podarowane do Pendleton.
Większość fontann została wykonana w lokalnych odlewniach, ale w 1975, z uwagi na wielkie koszty, miasto zwróciło się do Benson Polytechnic High School z propozycją wykonania fontann. Studenci wykonali dwie sztuki, które zostały zainstalowane.
Początkowo fontanny były czynne bez przerwy (z wyjątkiem wyjątkowo silnych mrozów). W końcu XX wieku stwierdzono, że zużywają za dużo wody. W 1992 zainstalowano zawory uruchamiane przyciskiem. Próba ta nie powiodła się, gdyż zawory padały łupem złodziei i wandali, trudno też było instalować zawory nie naruszając stylowego wyglądu fontann. W 2000 roku zainstalowano wyłączniki czasowe, zamykające wodę, w większości poideł woda płynie między godziną 6 a 23. W 1995 i 2005 roku zmniejszono średnicę rur zasilających oraz dysz poideł, co znacznie zmniejszyło zużycie wody. W 2017 roku Benson bubblers zużywały około 380 m³ dziennie (poniżej 1 promila całej wody w Portland)
W trosce o higienę, fontanny są czyszczone dwa razy w miesiącu, lecz na powierzchniach zewnętrznych zachowuje się patynę.